# Johan Van Rumst
Johan Van Rumst (Lokeren, 30 december 1977) is een Belgisch voetbalcoach en voormalig voetballer. Sinds 27 januari 2025 is hij coach van Jong Genk.

## Spelerscarrière
Van Rumst werd geboren in Lokeren en sloot zich al op jonge leeftijd aan bij de jeugdopleiding van Sporting Lokeren. In 1996 belandde hij bij het naburige KSK Beveren, waar hij vanaf 1997 deel uitmaakte van de A-kern.
In 2002 werd hij voor een seizoen uitgeleend aan het Nederlandse VV Terneuzen, waarna hij Beveren verliet en aan de slag ging bij toenmalig tweedeklasser KV Oostende. Met de West-Vlaamse club won hij de eindronde en promoveerde hij in 2004 opnieuw naar de hoogste afdeling.
Vanaf 2005 was Van Rumst enkel nog actief in de lagere divisies. Hij voetbalde nog voor onder meer Eendracht Aalst en KMSK Deinze.

## Trainerscarrière
Na zijn spelerscarrière ging Van Rumst aan de slag als trainer. Hij coachte twee jaar KFC Moerbeke alvorens als beloftencoach en assistent aan de slag te gaan bij Waasland-Beveren. Van Rumst begon als assistent van Stijn Vreven en diende later ook onder diens opvolgers Čedomir Janevski, Philippe Clement en Sven Vermant. In december 2017, na het vertrek van Clement naar KRC Genk, werd Van Rumst benoemd als interim-trainer van de club. Op 22 december ging Van Rumst met 1-3 onderuit tegen zijn ex-club KV Oostende. Vier dagen later sloot Waasland-Beveren onder leiding van Van Rumst het kalenderjaar af met een 1-0-nederlaag tegen KAS Eupen.
In juni 2018 werd aangekondigd dat Van Rumst zijn oude hoofdtrainer Clement volgde naar Genk om daar opnieuw zijn assistent te worden. Later volgde Van Rumst hem ook naar Club Brugge en AS Monaco.
Na het ontslag van Clement en Van Rumst bij Monaco volgde hij Clement niet opnieuw toen deze coach werd bij het Schotse Rangers FC. In de zomer van 2024 was Van Rumst even in beeld bij ex-club KRC Genk om er hoofdcoach te worden, de keuze viel uiteindelijk echter op de ervaren Duitser Thorsten Fink. Uiteindelijk ging Van Rumst toch aan de slag bij zijn ex-club: op 27 januari 2025 maakte Genk bekend dat hij de een dag eerder ontslagen Thomas Buffel opvolgde als hoofdtrainer van Jong Genk, het beloftenelftal van de club in Eerste klasse B. Van Rumst nam Stefan Van Dender mee als assistent.